# Юсупов, Юлдаш Мухамматович
Юлдаш Мухамматович Юсупов (баш. Юсупов Юлдаш Мөхәмәт улы; род. 13 июля 1980, Ишимбай) — государственный и общественный деятель, историк, преподаватель, депутат Госсобрания Курултай Республики Башкортостан.
Член партии Единая Россия. Председатель исполкома МСОО Всемирный курултай башкир.

## Биография
Родился в 1980 году в башкирском городе Ишимбай.
В 2003 году получил историческое образование в Башкирском государственном университете. Кандидат исторических наук.
В 2023 году поддержал агрессию России против Украины.

## Деятельность
В 2001 году журналист газеты «Торатау»; в 2002 году журналист Башинформ.
В 2004 году учебный мастер Кафедры археологии, древней и средневековой истории истфака БашГУ.
С 2015 года ведущий научный сотрудник, заведующим центром социо-культурного анализа, Институт стратегических исследований Академии наук Республики Башкортостан.

## Награды
- Медаль за проведение Всероссийской переписи населения (2010)
- Почётная грамота Правительства Республики Башкортостан (2021)